# (14354) Kolesnikov
(14354) Kolesnikov est un astéroïde de la ceinture principale.

## Description
(14354) Kolesnikov est un astéroïde de la ceinture principale. Il fut découvert le 21 août 1987 à La Silla par Eric Walter Elst. Il présente une orbite caractérisée par un demi-grand axe de 2,85 UA, une excentricité de 0,24 et une inclinaison de 5,7° par rapport à l'écliptique.

## Compléments